# Kjell Bækkelund
Kjell Bækkelund, właściwie Kjell Martin Bækkelund (ur. 6 maja 1930 w Oslo, zm. 13 maja 2004 tamże) – norweski pianista.
Był cudownym dzieckiem. Debiutował z orkiestrą Filharmonii w Oslo w wieku 8 lat grając Koncert fortepianowy D-dur Haydna. Studiował m.in. w Wiedniu u Brunona Seidlhofera i w Londynie u Ilony Kabos. Koncertował na całym świecie i dokonał wielu nagrań m.in. dla wytwórni płytowej RCA. W 1975 został nagrodzony norweską nagrodą muzyczną Spellemannprisen za LP Villarkorn (1974).
Zajmował się też dziennikarstwem, uczestnicząc w debatach kulturalno-politycznych. Pisał felietony na łamach „Verdens Gang” pt. Tramp i klaveret.
W 1997 został odznaczony komandorią Orderu Świętego Olafa.